# Fünfhausen (Lübeck)

Der Verlauf der Straße Fünfhausen (rot markiert)

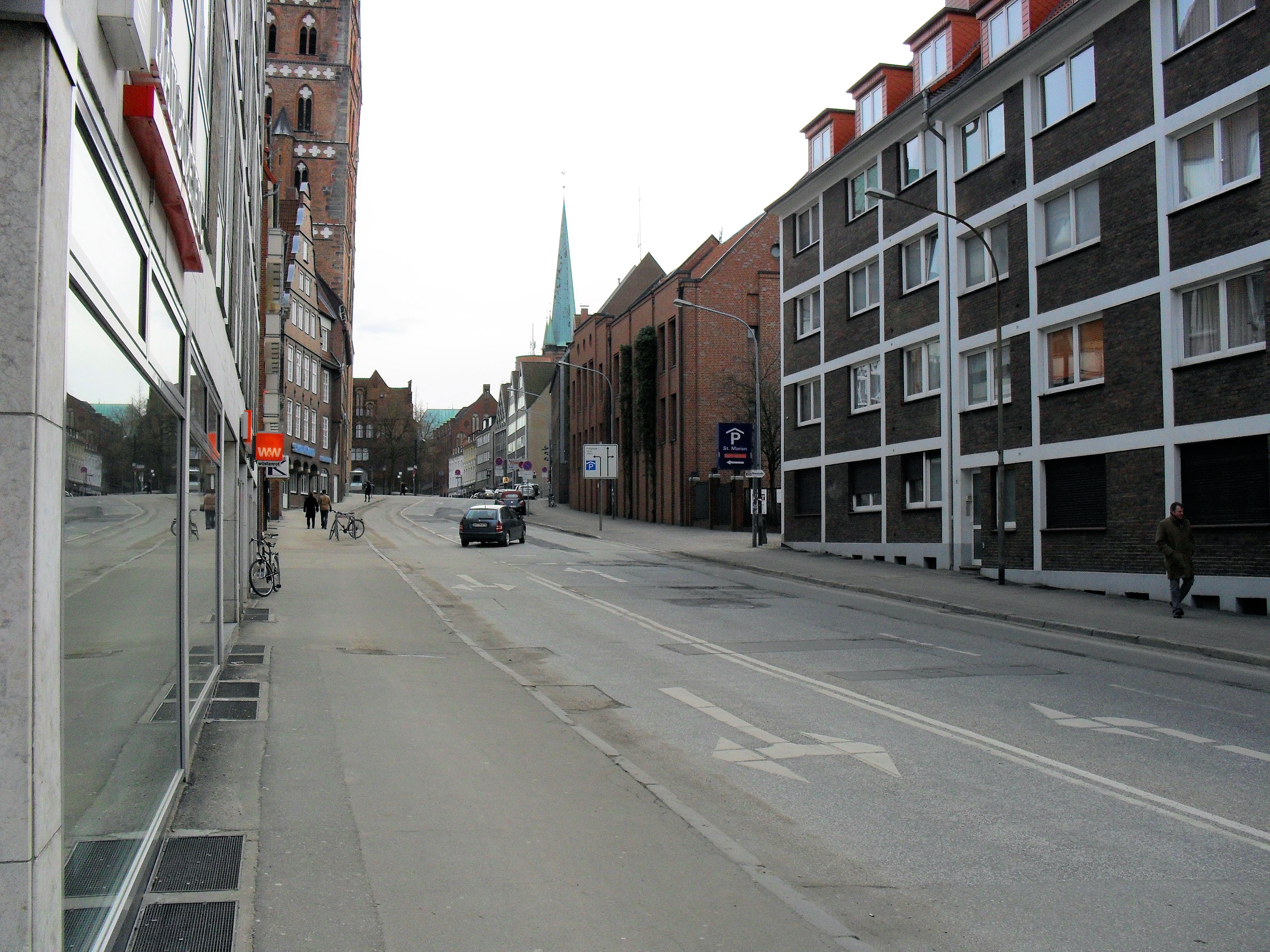
Fünfhausen (2010)

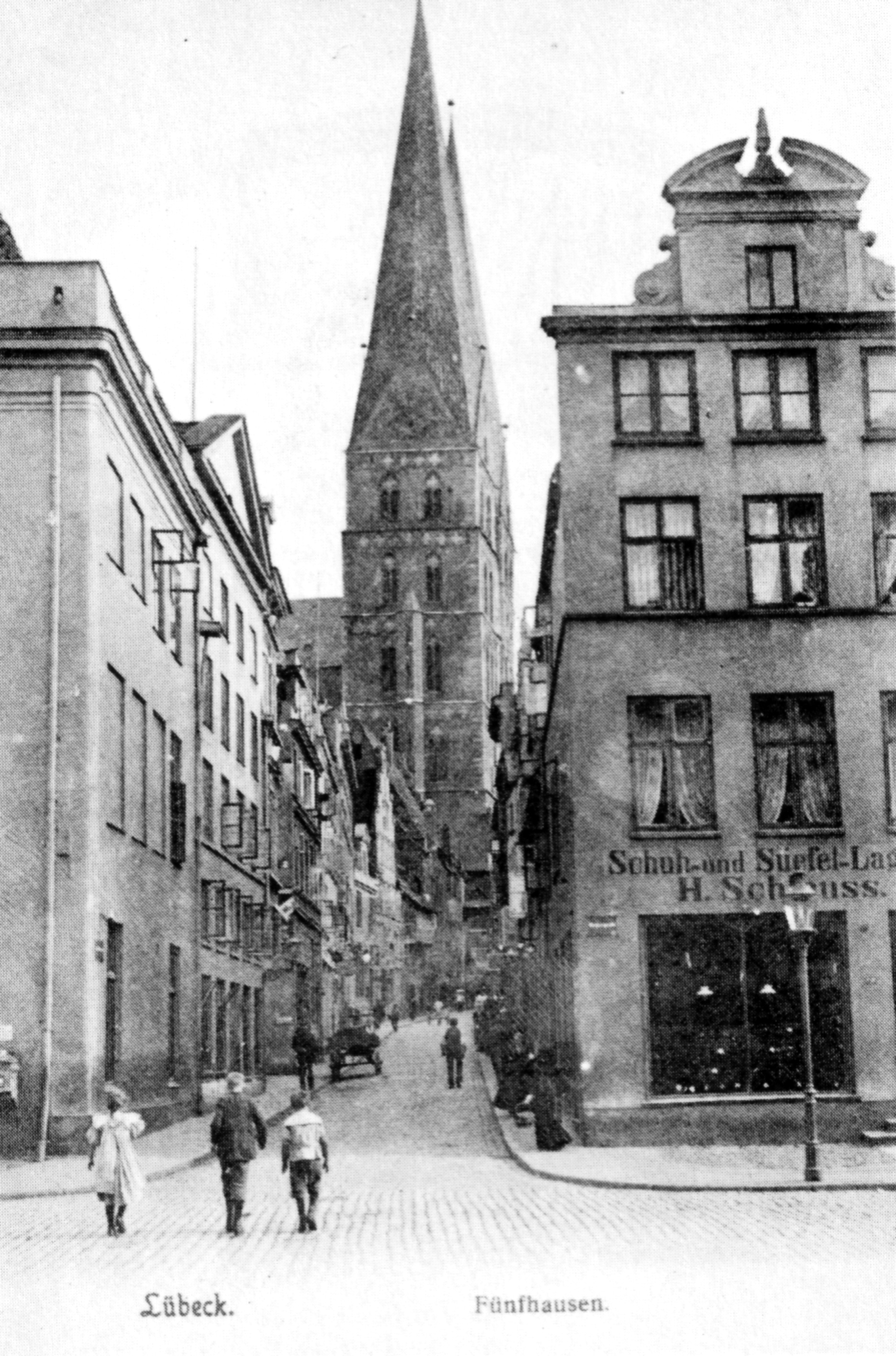
Fünfhausen von der Beckergrube gesehen, 1900

Fünfhausen ist eine Straße in der Lübecker Altstadt.

## Lage
Die etwa 120 Meter lange, in Nord-Süd-Richtung verlaufende Straße im Marien-Magdalenen Quartier verbindet die Beckergrube mit der Mengstraße. Der südliche Endpunkt befindet sich gegenüber der Marienkirche, nahe den Überresten der ehemaligen Kapelle Maria am Stegel.

## Geschichte
Die Straße Fünfhausen wurde urkundlich erstmals 1290 als Luderi de Vifhusen erwähnt. Ihr ursprünglicher Name leitete sich von der Ratsherrenfamilie Vifhusen her, die an ihrer südwestlichen Seite Grundbesitz hatte. Die Vifhusen waren außer in Lübeck noch in Livland ansässig. 1560 noch als Vifhusenstrate verzeichnet, findet sich 1629 bereits die verfälschende Schreibweise Fieffhusen. Seit 1852 ist der Name Fünfhausen amtlich festgelegt.

## Bauwerke

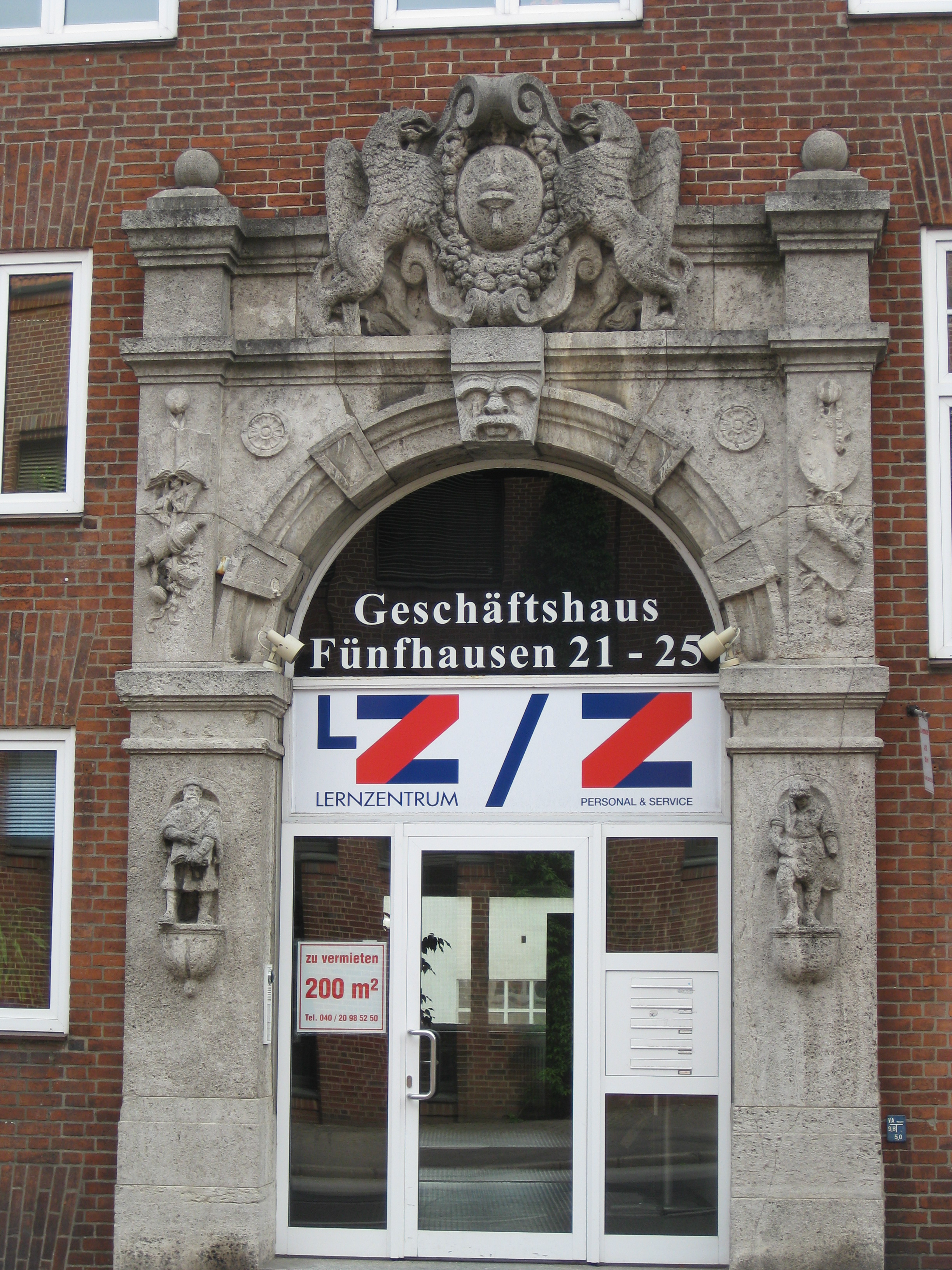
Portal eines Kontorhauses

Die ursprünglich schmale, von Häusern aus mehreren Jahrhunderten gesäumte Straße wurde beim Luftangriff auf Lübeck am 29. März 1942 weitgehend zerstört. Beim Wiederaufbau in den fünfziger Jahren wurde die Straße für den modernen Autoverkehr erheblich verbreitert und am Südende begradigt, so dass heute weder historische Bebauung vorhanden ist noch Raumeindruck und Verlauf mit den früheren Gegebenheiten übereinstimmen.
Das für Lübeck historisch so wichtige Amtshaus der Schonenfahrer an der Ecke Mengstraße 18 wurde im 19. Jahrhundert nach dem Übergang auf die Reichspost abgerissen, wobei sich nur vage Abbildungen erhalten haben. Heute steht dort das für die Innenstadt zuständige 1. Polizeirevier.
- siehe auch Liste abgegangener Lübecker Bauwerke#Fünfhausen für nicht mehr vorhandene Bauwerke.

## Gänge und Höfe
Vom Fünfhausen gingen folgende Lübecker Gänge und Höfe ab (nach Hausnummern):
- 1: Stuhlmacher Gang
- 9: Staaks Gang
- 15: Tischler Gang